# Jean de Hauteclocque
Pour les articles homonymes, voir Famille de Hauteclocque.
Jean de Hauteclocque, de son nom complet Jean Marie François de Hauteclocque, né le 11 février 1893 à Fontainebleau et mort le 27 septembre 1957 à Bermicourt (Pas-de-Calais), est un diplomate et fonctionnaire de l'administration coloniale française.

## Biographie

### Carrière

#### Débuts dans la carrière diplomatique
Cousin du maréchal Philippe Leclerc de Hauteclocque, il est blessé et fait prisonnier en 1916 et termine la Première Guerre mondiale comme officier. Bachelier en droit, il intègre la carrière diplomatique comme attaché d'ambassade à Rio de Janeiro le 1er septembre 1919. Successivement troisième secrétaire d'ambassade à Buenos Aires, puis deuxième secrétaire à Berne, il est chargé des fonctions de premier secrétaire à Istanbul en 1927 puis, titulaire en 1929, il est nommé à Bucarest le 1er juin 1930.

#### Poste en Syrie
Conseiller d'ambassade, il est chargé de fonction comme chef de division à l'administration centrale Afrique-Levant le 9 novembre 1935. Attaché au Haut-commissariat au Levant en 1937, il en devient le secrétaire général le 21 août 1940.
En mars 1939, des manifestations nationalistes éclatent à Alep et Damas. Constatant que la police syrienne ne parvient pas à maintenir l'ordre à Damas, Hauteclocque, délégué par Gabriel Puaux, décide le 18 mars de recourir aux armes et charge l'armée d'investir les points clés de la ville. Un certain nombre de meneurs sont arrêtés et l'ordre, en effet, revient.

#### Seconde Guerre mondiale
Peu après, il est rappelé en France par le régime de Vichy, où il devient chef de service des œuvres en février 1941, puis s'occupe du Secours national en 1942. Arrêté comme otage le 18 mars 1944 en raison de sa parenté avec le général Leclerc, il s'évade en mai 1944. Le 25 août, il retrouve à Paris son cousin (Philippe Leclerc) et l'embrasse sur les marches de l'Hôtel de ville. Il réintègre la carrière diplomatique comme délégué du gouvernement provisoire à Bruxelles en septembre 1944. Le 21 novembre 1945, il est nommé ambassadeur extraordinaire et plénipotentiaire au Canada ; il reçoit la médaille de la Résistance le 31 mars 1947.
Le 16 décembre 1947, il est nommé ambassadeur en Belgique. Il y est remarqué par Maurice Schumann, secrétaire d'État aux Affaires étrangères, qui le fait nommer résident général de France en Tunisie le 24 décembre 1951.

#### Résident général de France en Tunisie

##### Bras de fer avec le gouvernement Chenik
Le 13 janvier 1952, dans un contexte de situation politique troublée en France et d'aspirations nationalistes croissantes dans le protectorat français de Tunisie, il arrive à Tunis à bord du croiseur Le Mercure. La Tunisie qu'il découvre est encore sous le choc de la note du 15 décembre 1951 proclamant que « les rapports futurs de nos deux pays ne peuvent être fondés que sur la reconnaissance du caractère définitif du lien qui les unit » alors que le gouvernement tunisien mené par M'hamed Chenik tentait de négocier l'évolution des institutions tunisiennes vers l'autonomie interne du pays.
Dès son arrivée, Hauteclocque demande que sa visite au monarque tunisien, Lamine Bey, se fasse en dehors de la présence des ministres tunisiens qu'il ne veut plus reconnaître. Celui-ci refuse évidemment et marque sa réprobation ; l'audience a donc lieu en présence du gouvernement Chenik au complet. Le résident général est de retour le surlendemain, ayant appris que deux ministres tunisiens, Salah Ben Youssef et Hamadi Badra, étaient à Paris pour y déposer une requête au siège de l'Organisation des Nations unies (ONU) afin que celle-ci examine la situation politique dans le pays. Hauteclocque en exige le retrait, le rappel immédiat des deux ministres qui l'ont déposée et leur révocation ; il n'obtient cependant satisfaction sur aucune de ses demandes.
Comme en Syrie, Hauteclocque ordonne l'arrestation des dirigeants nationalistes et interdit la tenue du congrès de leur parti, le Néo-Destour. Le pays s'embrase aussitôt au point que le résident général en est réduit à demander au bey, le 24 janvier, de lancer un appel au calme, tout en renonçant à demander la démission du gouvernement Chenik. Lamine Bey refuse tant que Habib Bourguiba et ses compagnons sont emprisonnés. Ce n'est que le début de l'escalade : le ratissage du cap Bon commence le 28 janvier. Le rapport d'une commission d'enquête dénonçant les destructions des maisons et l'exécution d'une trentaine d'habitants est diffusé dans différents organismes dépendant de l'ONU et de la Ligue arabe.
Le 25 mars 1952, après avoir demandé en vain à Lamine Bey de le rencontrer en tête-à-tête, Hauteclocque se résigne à le voir en présence des ministres tunisiens dont il exige le renvoi. Sa demande ayant à nouveau été rejetée, tous les ministres sont arrêtés le soir même, internés à Kébili et leurs domiciles perquisitionnés. Le président de la République française, Vincent Auriol, contacté par le monarque tunisien refuse de condamner le coup de force. Ce dernier se résigne à signer le décret de nomination de Slaheddine Baccouche au poste de Grand vizir.

##### Échec du projet de réformes
Il faut treize jours de tractations pour former le nouveau ministère. Hédi Nouira, membre du Néo-Destour et considéré comme un nationaliste modéré, est contacté ; son refus lui vaut d'être arrêté et interné à son tour. Beaucoup d'autres refusent, on se rabat donc sur des hommes peu suspects de nationalisme.
Les manifestations et les sabotages se succèdent. Lamine Bey refuse tout appel au calme tant que les milliers de Tunisiens internés n'ont pas été libérés. Afin de faire pression sur lui, sa fille, la princesse Zakia, est arrêtée le 29 avril et accusée d'avoir monté une organisation de sabotage avec son amie Rafia Bornaz. On interdit même à son médecin, le docteur Mohamed Ben Salem (qui est aussi son gendre), de lui rendre visite alors que son affection pulmonaire s'aggrave.
En l'absence d'un gouvernement de négociations tel que l'avait été le gouvernement Chenik, les réformes sont préparées à Paris et remises au palais beylical le 28 juillet par Hauteclocque qui insiste pour obtenir une approbation rapide. Mais le monarque refuse et convoque trois jours plus tard quarante personnalités tunisiennes de toutes opinions politiques pour connaître leur avis sur le projet présenté. Au bout d'un mois de débats et de consultations auprès de diverses catégories sociales et politiques, le bey remet au résident général une lettre à l'attention de Vincent Auriol, lui annonçant son refus de signer le projet de réformes.

##### Assassinat de Farhat Hached
C'est l'impasse totale : la situation sécuritaire du pays se dégrade de plus en plus et les attentats se succèdent. En réaction, l'organisation de la Main rouge, prend pour cible des nationalistes. Le 5 décembre, ils assassinent le leader syndicaliste Farhat Hached. La responsabilité du résident général est mise en cause à la suite du témoignage d'un ambassadeur affirmant à Charles-André Julien que Hauteclocque était non seulement au courant de l'attentat qui se préparait mais qu'« il avait donné sa bénédiction ». Un document déclassifié en 2013 révèle que, dès le 16 mai 1952, le résident général avait dit de la victime : « seule l'annihilation de Farhat Hached nous permettra de rétablir l'ordre ». Loin de rechercher les meurtriers, la police procède à l'éloignement de Mahmoud Messadi qui avait pris la succession du syndicaliste assassiné. L'enquête policière est close en 1955.
Hauteclocque profite de l'élimination de ce proche de Lamine Bey pour accentuer la pression sur le monarque et le forcer à signer le projet de réformes refusé en septembre. Mohamed Salah Mzali est ainsi fermement prié de quitter Tunis pour Monastir. Quand il tente d'appeler son souverain, il se rend bien vite compte que le palais est isolé : toutes les liaisons téléphoniques ont été coupées. Privé de ses soutiens, affaibli par la sub-occlusion qui s'est déclenché à l'annonce du meurtre de Farhat Hached, le vieil homme cède et, le 20 décembre 1952, signe deux décrets de réformes relatifs aux conseils de caïdats et aux municipalités.

##### Échec des élections municipales
Pour le résident général, c'est une grande victoire : cela fait plus de deux ans que les gouvernements tunisiens refusent de signer cette réforme des municipalités qui doit modifier de fond en comble la désignation des membres des conseils municipaux en instaurant des élections municipales ouvertes aux électeurs français et tunisiens. Pour les nationalistes qui refusent toute réforme ayant pour conséquence de répartir la souveraineté tunisienne entre les Tunisiens et les Français, c'est inacceptable. C'est pourquoi ils appellent au boycott des élections qui doivent se tenir le 3 mai 1953. Devant cette menace, les candidats tunisiens ne sont pas nombreux, d'autant que les nationalistes lancent une campagne de terreur contre ceux qu'ils considèrent comme des traîtres à leur pays. Entre le 1er mars et le 31 mai, trente attentats ont lieu, au cours desquels huit candidats aux élections, hautes personnalités ou membres du service d'ordre sont tués et sept blessés. Les résultats du vote sont catastrophiques pour le résident général : seize communes sur 69 n'ont pu constituer leur conseil municipal faute de candidats tunisiens. On est donc obligé de revenir aux anciennes méthodes en nommant d'office les conseillers municipaux manquants.

##### Rappel à Paris
Hauteclocque se venge de son échec en faisant arrêter Mohamed Masmoudi à Paris le 13 mai et Hédi Nouira à Tunis le 15 mai. Tous deux sont libérés le mois suivant sur ordre du ministère français des Affaires étrangères. Ce désaveu n'empêche pas le résident général de faire pression sur Vincent Auriol pour qu'il lui permette d'exécuter les condamnés à mort tunisiens le plus vite possible, ce que refuse avec indignation le président français. Le gouvernement français réalise enfin que la politique menée à Tunis est vouée à l'échec, d'autant que le calme n'est toujours pas revenu dans le pays avec la fin des élections. Le 2 septembre 1953, Jean de Hauteclocque est finalement rappelé à Paris, même si l'instabilité politique à Paris retarde l'arrivée de son successeur qui ne sera à Tunis que le 26 septembre.

#### Fin de carrière
Après avoir quitté la Tunisie, Jean de Hauteclocque est nommé à son dernier poste diplomatique, comme ambassadeur au Portugal et y travaille jusqu'à sa mort le 27 septembre 1957.

### Vie privée
Jean de Hauteclocque épouse Madeleine (1901-1987), fille du diplomate Alexandre-Robert Conty qu'il a connu au Brésil lorsqu'il est conseiller d'ambassade.
Il vit dans son château de Bermicourt où il cultive notamment du tabac et chasse.
Il a sept filles :
- Nicole, marquise d'Humerœuille,
- Jacqueline,
- Françoise épouse Tallemache,
- Huguette, comtesse de Courson de la Villeneuve, mère du musicien Hughes de Courson et de la députée Yolaine de Courson,
- Ghislaine,
- Marie-Sixtine,
- Isabelle[3].

## Distinctions
Jean de Hauteclocque a reçu plusieurs distinctions, dont les suivantes :
- Grand officier de la Légion d'honneur
- Médaille de la Résistance française (décret du 31 mars 1947)
- Médaille de l'Aéronautique (décret du 4 janvier 1954)[29]